# Elezioni presidenziali in Togo del 2020
Le elezioni presidenziali in Togo del 2020 si sono tenute il 22 febbraio e hanno visto la vittoria del presidente uscente Faure Gnassingbé.

## Risultati
| Faure Gnassingbé         | Unione per la Repubblica                              | 1 760 309 | 70,78 |  |  |  |  |  |
| Agbéyomé Kodjo           | Movimento Patriottico per la Democrazia e lo Sviluppo | 483 926   | 19,46 |  |  |  |  |  |
| Jean-Pierre Fabre        | Alleanza Nazionale per il Cambiamento                 | 116 336   | 4,68  |  |  |  |  |  |
| Aimé Gogué               | Alleanza dei Democratici per lo Sviluppo Integrale    | 59 777    | 2,40  |  |  |  |  |  |
| Wolou Komi               | Patto Socialista per il Rinnovamento                  | 29 791    | 1,20  |  |  |  |  |  |
| Georges Williams Kuessan | Salvezza del Popolo                                   | 19 923    | 0,80  |  |  |  |  |  |
| Tchassona Traoré         | Movimento Civico per la Democrazia e lo Sviluppo      | 16 814    | 0,68  |  |  |  |  |  |
| Totale                   | Totale                                                | 2 486 876 | 100   |  |  |  |  |  |
|                          |                                                       |           |       |  |  |  |  |  |
| Voti non validi          | Voti non validi                                       | 282 411   | 10,20 |  |  |  |  |  |
| Votanti                  | Votanti                                               | 2 769 287 | 76,63 |  |  |  |  |  |
| Elettori                 | Elettori                                              | 3 614 056 |       |  |  |  |  |  |